# Makhlouf Eldaoudi
Makhlouf Eldaoudi (Marrakech, 1825 – Safed, 1909) (en hebreo: מכלוף אלדאודי) fue el rabino principal o Jajam Bashi de las ciudades de Acre, Haifa, Safed y Tiberíades (1889-1909).
Nació en Marruecos poco antes de que su familia emigrara a Palestina. Descendiente del poeta Hiyya al-Daudi, su familia integraba la élite judía. Makhlouf se ordenó rabino a una edad temprana, y a los 20 años fue elegido representante en el extranjero del rabinato sefardí. A tal efecto realizó viajes a diversos países del globo.
En 1889 fue designado Jajam Bashi por las autoridades rabínicas, con beneplácito del Sultán Abdul Hamid II. 
Makhlouf Eldaoudi falleció a finales de 1909 en Safed, donde fue sepultado. 